# Diskrétní vlnková transformace
Diskrétní vlnková transformace (anglicky discrete wavelet transform, zkratkou DWT) je v numerické a funkcionální analýze transformace odvozená z vlnkové transformace pro diskrétní vlnky (wavelety).
První DWT byla objevena maďarským matematikem jménem Alfréd Haar. Pro vstup reprezentovaný seznamem {\displaystyle 2^{n}} čísel je Haarova vlnková transformace považována za nejjednodušší spárování (tvořit pár) vstupních hodnot – uložením rozdílu a předáním součtu (do dalšího stupně transformace). Tento proces je opakován rekurzivně (na součty). Konečný výsledek transformace je {\displaystyle 2^{n}-1} rozdílů a jeden celkový průměrný součet.
Nejznámější diskrétní vlnkové transformace byly formulovány belgickou matematičkou jménem Ingrid Daubechies v roce 1988. Tyto formulace jsou založeny na použití rekurentních vztahů ke generování postupně se zjemňujících diskrétních vzorků původní mateřské funkce. Každé rozlišení je dvojnásobkem předchozího stupně. Ve svých pracích odvozuje rodinu vlnek, první z nich je Haarova vlnka.
Mezi další formy diskrétní vlnkové transformace patří stacionární vlnková transformace (kde je vynecháno podvzorkování), paketová vlnková transformace (svazková, waveletové balíčky, rozkládá se výstup horní i dolní propusti) a např. komplexní vlnková transformace.
Diskrétní vlnková transformace má mnoho aplikací ve vědě, strojírenství, matematice a informatice. Nejvýznamnější je použití DWT ke kódování signálu, kde jsou vlastnosti této transformace využívány k reprezentaci diskrétního signálu ve více redundantních formách, často jako předběžná úprava pro kompresi dat.

## Definice

### Jeden stupeň transformace
DWT signálu {\displaystyle x} lze spočíst jeho průchodem skrze řetězec filtrů. Nejprve se vzorky nechají projít skrze dolní propust (low pass filter) s impulzní odezvou {\displaystyle h} vyplývající z konvoluce:
{\displaystyle y[n]=(x*h)[n]=\sum \limits _{k=-\infty }^{\infty }{x[k]h[n-k]}}
Signál je také současně rozložen s použitím horní propusti (high pass filter) {\displaystyle g}. Výstupy dávají podrobné (detailní) koeficienty (z horní propusti) a přibližné (aproximované) koeficienty (z dolní propusti). Je důležité, že tyto dva filtry jsou vzájemně komplementární a také umožňují perfektní rekonstrukci signálu – označují se jako kvadraturně zrcadlové filtry.
Polovina frekvencí signálu byla v každé větvi odebrána a tedy polovina vzorků může být s využitím Nyquistova pravidla zahozena. Výstupy filtrů jsou tudíž dále podvzorkovány dvěma (každý druhý vzorek je zahozen):
{\displaystyle y_{\mathrm {low} }[n]=\sum \limits _{k=-\infty }^{\infty }{x[k]h[2n-k]}}
{\displaystyle y_{\mathrm {high} }[n]=\sum \limits _{k=-\infty }^{\infty }{x[k]g[2n-k]}}
S podvzorkovacím operátorem {\displaystyle \downarrow }
{\displaystyle (y\downarrow k)[n]=y[kn]}

Jeden stupeň DWT

mohou být výše uvedené rovnice zapsány stručněji jako
{\displaystyle y_{\mathrm {low} }=(x*h)\downarrow 2}
{\displaystyle y_{\mathrm {high} }=(x*g)\downarrow 2}.
Počítání celé konvoluce {\displaystyle (x*h)\downarrow 2\,} a {\displaystyle (x*g)\downarrow 2\,} může mrhat výpočetním výkonem. Rychlý algoritmus, kde jsou tyto dva výpočty prokládány, se označuje jako lifting. V obou případech má však diskrétní vlnková transformace má lineární časovou složitost. To platí i v případě více úrovní rozkladu a vícerozměrných signálů (např. obrázků).

### Kaskádování a banky filtrů
K dalšímu zvýšení frekvenčního rozlišení se tento rozklad opakuje. To může být znázorněno jako binární strom s uzly reprezentujícími podprostor s rozdílným umístěním času/frekvence. Takovýto strom se označuje jako banka filtrů.

Tři stupně DWT

Na každém stupni v diagramu výše je signál rozložen do nízkých (low) a vysokých (high) frekvencí. Pro úplný rozklad musí být vstupní signál násobkem {\displaystyle 2^{n}}, kde {\displaystyle n} je počet stupňů rozkladu.
Například signál s 32 vzorky, frekvenčním rozsahem 0 až {\displaystyle f_{n}} a 3 úrovněmi rozkladu, výstupem jsou 4 různá měřítka signálu:

Pokrytí frekvenčního spektra signálu koeficienty DWT

| Úroveň | Frekvence                                              | Vzorky |
| ------ | ------------------------------------------------------ | ------ |
| 3      | {\displaystyle 0} až {\displaystyle {f_{n}}/8}         | 4      |
| 3      | {\displaystyle {f_{n}}/8} až {\displaystyle {f_{n}}/4} | 4      |
| 2      | {\displaystyle {f_{n}}/4} až {\displaystyle {f_{n}}/2} | 8      |
| 1      | {\displaystyle {f_{n}}/2} až {\displaystyle f_{n}}     | 16     |

## Příklad kódu
Diskrétní vlnková transformace s Haarovou vlnkou (bez normalizace) v jazyce C:

### Dopředná
Dopředná (forward) jednorozměrná transformace:
```
void
 
fwt
(
const
 
double
 
*
const_input
,
 
double
 
*
output
)

{

	
static
 
double
 
input
[
LENGTH
];

	
memcpy
(
input
,
 
const_input
,
 
sizeof
(
double
)
*
LENGTH
);

	
for
 
(
int
 
length
 
=
 
LENGTH
 
>>
 
1
;
 
;
 
length
 
>>=
 
1
)
 
{

		
for
 
(
int
 
i
 
=
 
0
;
 
i
 
<
 
length
;
 
i
++
)
 
{

			
output
[
       
i
]
 
=
 
(
input
[
i
*
2
]
 
+
 
input
[
i
*
2
+
1
])
/
2
;

			
output
[
length
+
i
]
 
=
 
(
input
[
i
*
2
]
 
-
 
input
[
i
*
2
+
1
])
/
2
;

		
}

		
if
 
(
length
 
==
 
1
)

			
return
;

		
memcpy
(
input
,
 
output
,
 
sizeof
(
double
)
*
length
);

	
}

}

```

### Zpětná
Zpětná (inverzní) jednorozměrná transformace:
```
void
 
iwt
(
const
 
double
 
*
const_input
,
 
double
 
*
output
)

{

	
static
 
double
 
input
[
LENGTH
];

	
memcpy
(
input
,
 
const_input
,
 
sizeof
(
double
)
*
LENGTH
);

	
for
 
(
int
 
length
 
=
 
1
;
 
;
 
length
 
<<=
 
1
)
 
{

		
for
 
(
int
 
i
 
=
 
0
;
 
i
 
<
 
length
;
 
i
++
)
 
{

			
output
[
i
*
2
+
0
]
 
=
 
(
input
[
i
]
 
+
 
input
[
length
+
i
]);

			
output
[
i
*
2
+
1
]
 
=
 
(
input
[
i
]
 
-
 
input
[
length
+
i
]);

		
}

		
if
 
(
length
 
==
 
LENGTH
 
>>
 
1
)

			
return
;

		
memcpy
(
input
,
 
output
,
 
sizeof
(
double
)
*
length
*
2
);

	
}

}

```

Pozn. Rychlá implementace (pomocí schématu lifting) diskrétní vlnkové transformace s biortogonální vlnkou CDF 9/7 v jazyce C (použitá mj. ve standardu JPEG 2000) je k dispozici zde.